# Hexenbrennen
Hexenbrennen  (auch Hexenfeuer; obersorbisch Chodojtypalenje) ist ein vor allem in der Oberlausitz und dem dortigen sorbischen Siedlungsgebiet verbreitetes sorbisches Feuerbrauchtum, bei dem in der Walpurgisnacht zum 1. Mai ein hohes, weithin sichtbares Feuer entzündet wird. Jugendliche errichten an einer geeigneten, meist auf einer Anhöhe gelegenen Stelle den „Hexenhaufen“ aus trockenem Holz und bewachen ihn vor dem vorzeitigen Abbrennen durch die Jugend aus den Nachbarorten. In vielen Dörfern wird vor dem Hexenfeuer ein Maibaum aufgestellt.
Das Hexenbrennen symbolisiert die Vertreibung des Winters und des Bösen. Meist wird bis spät in die Nacht am Feuer gefeiert. Es ist auch aufgrund der faszinierenden Wirkung des Feuers eine gesellige Veranstaltung.

## Geschichte
Aus dem 18. Jahrhundert wird berichtet, dass an Walpurgis mit brennenden Besen oder Strohwischen auf Wegen, Feldern, um Büsche oder Bäume getanzt wurde, um das Vieh vor Unheil in der Walpurgisnacht durch Hexerei zu bewahren. An die Stalltüren wurden Ringe oder Kreuze aus Pech gemalt oder Besen kreuzweise davor gelegt. Im 19. Jahrhundert sammelte die Dorfjugend alte Besen, entfachte kleinere Feuer und entzündete daran die Besen, die dann durch die Luft gewirbelt und geworfen wurden. Dadurch kam es immer wieder zu Bränden. Im 20. Jahrhundert wurde in den Gemeinden immer öfter nur ein einzelner größerer Hexenhaufen im Beisein der Feuerwehr abgebrannt. Große Hexenfeuer müssen heute aufgrund der Feuergefahr genehmigt werden.
Die Hexenfeuer dienten ursprünglich dem Abwenden von Schadzauber und der Vertreibung von Hexen, das Verbrennen von Hexen war nicht Gegenstand der Tradition. Im 20. Jahrhundert, zur Zeit der Weimarer Republik, wurde der Brauch neu gedeutet. Die Holzhaufen wurden zu Scheiterhaufen von „Hexen“ umgedeutet, die in Gestalt ausstaffierter Puppen in einer „Hexenrede“ angeklagt und dem Flammentod übergeben wurden. Angeprangert wurden aber auch die Hexenverfolgung in der frühen Neuzeit und der anhaltende Hexenglaube in der Bevölkerung. Mit dem Hexenbrennen sollten Krankheit, Misswirtschaft und alles Unheil symbolisch überwunden und der Frühling begrüßt werden. Die Sorbische Zeitung feierte das Hexenbrennen im Jahr 1931 als ein „altslawisches Fest zur Begrüßung des jungen Frühlings“, bei dem mit Feuern die finsteren Mächte des Winters vernichtet würden.
In der Zeit des Nationalsozialismus wurde die traditionelle Feier der Walpurgisnacht von politisch motivierten Maifeuern abgelöst.
Zur Zeit der DDR wurde der Brauch dazu genutzt, auf humoristische Weise Kritik zu üben. Bekannt war das Gödaer Hexenbrennen, das ab 1965 die Gemeinde zusammen mit dem Deutsch-Sorbischen Volkstheater organisierte. Es wurde von den DDR-Behörden zwar kritisiert, aber nicht unterbunden. Für das Gödaer Hexenbrennen schrieb Hartmut Oehme von 1966 bis 1991 satirische Anklagen gegen die „Hexe“ und machte sie für Missstände in der Gemeinde verantwortlich. Die Hexenpuppe wurde daraufhin dem Feuer übergeben.

## Gegenwart
Auch heute werden Puppen, die das Böse, den Tod oder den Winter symbolisieren, in effigie auf Hexenfeuern verbrannt. Dieses Vorgehen erinnert an die Hexenverfolgung, hat aber einen anderen Ursprung und ist daher erklärungsbedürftig.
Überregionale Bedeutung hatte über viele Jahre hinweg das Hexenfeuer in Weißkeißel am 30. April. Es war das größte Volksfest Weißkeißels und das größte Hexenbrennen der Region um Weißwasser/Oberlausitz. Seit dem Jahr 2011 wird es jedoch nicht mehr in großem Umfang durchgeführt und ist nun ein Fest mit familiärem Charakter.
Am 30. April finden zahlreiche Veranstaltungen mit Hexenfeuern in der Region statt, beispielsweise in Weißwasser, Gablenz (Oberlausitz), Neschwitz, Hoyerswerda, Görlitz, Ralbitz-Rosenthal, Elsterheide, in Göda, Kamenz und Bautzen statt.